# Huillapima
Huillapima är en ort i Argentina.   Den ligger i provinsen Catamarca, i den norra delen av landet, 1 000 km nordväst om huvudstaden Buenos Aires. Huillapima ligger 467 meter över havet och antalet invånare är 7 779.
Terrängen runt Huillapima är platt åt sydost, men åt nordväst är den kuperad. Huillapima är det största samhället i trakten.
Omgivningarna runt Huillapima är i huvudsak ett öppet busklandskap. Runt Huillapima är det mycket glesbefolkat, med 3 invånare per kvadratkilometer.